# センチメンタル症候群
「センチメンタル症候群」は、ロックバンド、Hello Sleepwalkersが2011年10月5日にタワーレコードで限定販売したインディーズシングル

## 概要
- 今作はHello Sleepwalkersが初の全国販売をしたCDでもある。

## 収録曲

### CD
1. センチメンタル症候群
  - 作詞作曲：シュンタロウ　編曲：Hello Sleepwalkers
2. 惑星Qのランドマーク
  - 作詞作曲：シュンタロウ　編曲：Hello Sleepwalkers